# B-STYLE PRODUCTION
B-STYLE PRODUCTION（ビースタイルプロダクション）は、神奈川県横浜市に本社を置く芸能プロダクションである。

## 沿革・概要
2008年（平成20年）7月1日に株式会社リフトワンズのメディア事業部が係わっていたタレントマネジメントが事業化して設立された芸能プロダクションである。
この設立に伴い、2011年（平成23年）2月1日時点在籍の株式会社リフトワンズ所属タレント全員（約20人）が、B-STYLE PRODUCTIONへ移籍となった。
2013年には、本社を東京都渋谷区に移転。事業部をモデル事業、俳優事業、音楽事業の3部門に分割。
2016年に、本社を神奈川県横浜市に移転。

## 所属・登録タレント
- 森園れん
- 佐藤セリカ
- 若尾桂子
- Glowlamp
- Slingshot Million
- THE BACK BAND
- 不眠症革命

## 過去所属主要タレント
- 長谷川愛紗
- 武田静加
- 佐河ゆい
- 齋藤美波
- リミ☆ドル
- CREA